# Kendall Ellis
Pour les articles homonymes, voir Ellis.
Kendall Ellis (née le 8 mars 1996 à Pembroke Pines) est une athlète américaine, spécialiste du 400 mètres.

## Biographie
Médaillée de bronze sur 400 m et médaillée d'or au titre du 4 x 400 m lors des championnats panaméricains juniors 2015, à Edmonton, elle se classe troisième des championnats des États-Unis 2017 en 50 s 00 (record personnel), derrière Quanera Hayes et Phyllis Francis et se qualifie pour les championnats du monde. À Londres, elle est éliminée dès les séries du 400 m. Elle participe au premier tour du relais 4 × 400 m et permet aux États-Unis d'accéder à la finale. L'équipe américaine deviendra championne du monde.
Étudiante à l'université du Sud de la Californie à Los Angeles, elle remporte le 10 mars 2018 à College Station le titre NCAA en salle sur 400 m en 50 s 34, améliorant le record des États-Unis en salle de Phyllis Francis (50 s 46 en 2014) et égalant le record d'Amérique du Nord, d'Amérique centrale et des Caraïbes en salle de la Bahaméenne Christine Amertil établi en 2006.

## Palmarès
| Date | Compétition                        | Lieu             | Résultat | Épreuve         | Temps                    |
| ---- | ---------------------------------- | ---------------- | -------- | --------------- | ------------------------ |
| 2015 | Championnats panaméricains juniors | Edmonton         | 3e       | 400 m           | 52 s 81                  |
| 2015 | Championnats panaméricains juniors | Edmonton         | 1re      | 4 x 400 m       | 3 min 31 s 49            |
| 2017 | Championnats du monde              | Londres          | 1re      | 4 x 400 m       | Participation aux séries |
| 2019 | Ligue de diamant                   | Ligue de diamant | 7e       | 400 m           | 51 s 92                  |
| 2019 | Championnats du monde              | Doha             | 1re      | 4 x 400 m       | Participation aux séries |
| 2021 | Jeux olympiques                    | Tokyo            | 3e       | 4 × 400 m mixte | 3 min 10 s 22            |
| 2021 | Jeux olympiques                    | Tokyo            | 1re      | 4 x 400 m       | Participation aux séries |
| 2024 | Relais mondiaux                    | Nassau           | 1re      | 4 × 400 m mixte | 3 min 10 s 73            |

## Records
| Épreuve | Épreuve      | Performance | Lieu            | Date         |
| ------- | ------------ | ----------- | --------------- | ------------ |
| 400 m   | Plein air    | 49 s 46     | Eugene          | 23 juin 2024 |
| 400 m   | Piste courte | 50 s 34     | College Station | 10 mars 2018 |